# Phytocoris beameri
Phytocoris beameri är en insektsart som beskrevs av Stonedahl 1988. Phytocoris beameri ingår i släktet Phytocoris och familjen ängsskinnbaggar. Inga underarter finns listade i Catalogue of Life.